# Coleraine (Minnesota)
Coleraine é uma cidade localizada no estado americano de Minnesota, no Condado de Itasca.

## Demografia
Segundo o censo americano de 2000, a sua população era de 1110 habitantes.
Em 2006, foi estimada uma população de 1032, um decréscimo de 78 (-7.0%).

## Geografia
De acordo com o United States Census Bureau tem uma área de
16,5 km², dos quais 16,1 km² cobertos por terra e 0,4 km² cobertos por água.

## Localidades na vizinhança
O diagrama seguinte representa as localidades num raio de 12 km ao redor de Coleraine.